# Pedro Cubero

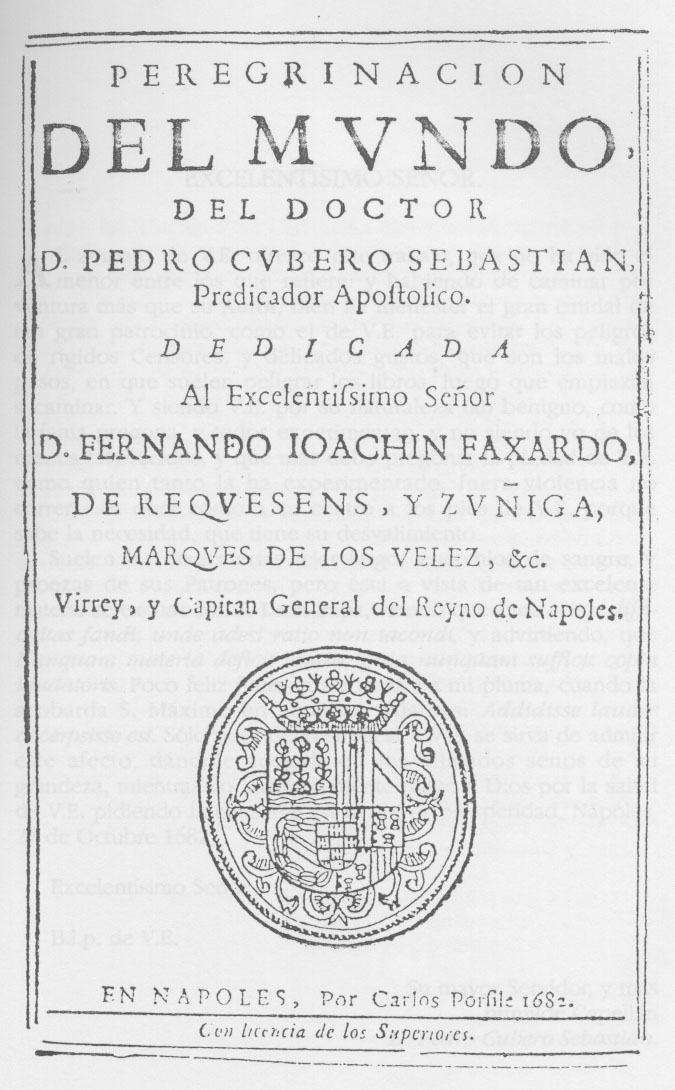
Titelseite der zweiten Ausgabe von Peregrinación del mundo (dt. Weltwanderschaft) (1682)

Pedro Cubero Sebastián (* 1645 in El Frasno, Spanien; † ca. 1697) war ein spanischer Priester, der für seine Reise um die Welt von 1670 bis 1679 bekannt wurde.

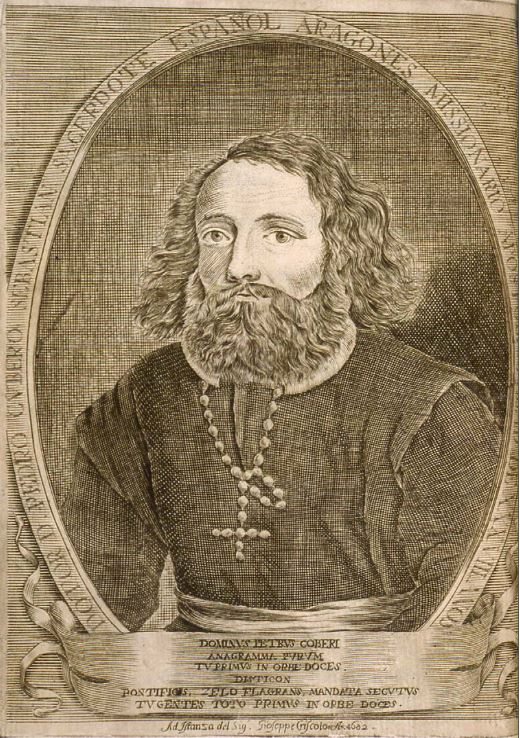
Pedro Cubero Sebastián, Porträt aus der zweiten Ausgabe der Peregrinación von 1682

## Leben
Pedro Cubero wurde in dem Dorf El Frasno nahe Calatayudin in der spanischen Region Aragon geboren. Er studierte in Saragossa und Salamanca bis zu seiner Priesterweihe in Saragossa und ging bald darauf nach Rom. In Übereinstimmung mit seiner missionarischen Arbeit unternahm er im Jahre 1670 eine Reise nach Ostasien. Diese führte ihn immer weiter nach Osten um die ganze Welt. Die Reise ist bedeutend, weil es das erste Mal in der Geschichte war, dass ein erheblicher Teil einer Weltumrundung über Land zurückgelegt wurde.
Sein Reiseweg führte über Paris, Venedig, Warschau, Moskau, Istanbul, Astrachan, Isfahan, Bandar Abbas, Surat, Goa, Colombo, Mylapore, Malakka, Philippinen, Peking, Molukken, mit der Manila-Galeone quer über den Pazifik nach Acapulco, über die Landenge nach Veracruz, Havanna und schließlich Cádiz. Er erreichte Madrid im Januar 1680 gerade rechtzeitig zur Teilnahme an den Feierlichkeiten zum Eintreffen Maria Louisa von Orléans, der Frau des spanischen Königs Karl II.
Sein Bericht Peregrinación del mundo (Weltwanderschaft) über seine Abenteuer auf der ganzen Welt, den er 1680 in Madrid veröffentlichte, gilt als sehr objektiv und detailliert.